# Grauwe oogbladroller
De grauwe oogbladroller (Epinotia sordidana) is een nachtvlinder uit de familie Tortricidae, de bladrollers. De spanwijdte van de vlinder bedraagt tussen de 18 en 23 millimeter.

## Waardplant
De grauwe oogbladroller heeft els als waardplant.

## Voorkomen in Nederland en België
De grauwe oogbladroller is in Nederland en in België een niet zo algemene soort, die verspreid over het hele gebied kan worden gezien. De soort vliegt van augustus tot in november.